# محمد حقیقت
محمّد حقیقت (زاده ۱۳۳۱ در اصفهان) کارگردان، روزنامه‌نگار و منتقد سینما اهل ایران است. او اکنون در فرانسه اقامت دارد.

## زندگی
محمد حقیقت متولد اصفهان است دبستان و دبیرستانش را در همان شهر مادری گذرانده است. در همان سال‌های دبیرستان شیفته سینما می‌شود. وی از سال ۱۹۷۷ در پاریس مستقر شد.
در پاریس با نشریات مهمی از جمله پوزیتیف، کایه دو سینما و لو موند همکاری کرده است. کتاب «تاریخ سینمای ایران ۱۹۰۰–۱۹۹۹» را به زبان فرانسه در همین دوران نوشته، که توسط انتشارات مرکز فرهنگی ژرژ پمپیدو در سال ۱۹۹۹ به چاپ رسید. این اولین کتابی است که در مورد صد سال سینمای ایران به یک زبان خارجی نوشته شده است. برای اولین بار فستیوال فیلم‌های ایرانی را به‌طور سالانه در فرانسه پایه‌گذاری کرده و از ۱۹۸۳ تا ۲۰۰۰ ادامه داد. در این فستیوال ۱۷ ساله بیش از حدود ۱۹۰ فیلم ایرانی به نمایش درآمد. فیلم‌هایی که بعضی هرگز در ایران مجال اکران نیافت و بعضی هم اولین تجربه اکران شان در پاریس بود. وی از دهه شصت به عنوان گزارشگر و منتقد با ماهنامه سینمایی فیلم همکاری داشته است.

### فیلم‌سازی
وی فیلم‌سازی را با ساختن فیلم‌های کوتاه ۸ میلی‌متری در اصفهان و ازسال ۱۹۶۹ آغاز کرده بود. از سال ۱۹۷۷ در پاریس مستقر شد. در پاریس، در سال ۱۹۸۰ دستیار سهراب شهید ثالث در فیلم «تعطیلات طولانی لوته آیسنر» شد. سپس فیلم بلند «حالت بحرانی» را در پاریس به زبان فرانسه ساخت که حالت تز پایان تحصیلی اش هم بود. این فیلم در مسابقه جشنواره لوکارنو سوئیس در ۱۹۸۴ به نمایش درآمد و یک سال بعد در جشنواره بین‌المللی بروکسل هم انتخاب شد. در سال ۲۰۰۳ فیلم بلند دو فرشته را در ایران با بازی گلشیفته فراهانی و استاد حسن ناهید ساخت که در بخش «هفته بین‌المللی منتقدان کن» همان سال پذیرفته شد و در ۱۹ جشنواره دیگر جهانی نشان داده شد. این فیلم محصول مشترک فرانسه و ایران است که توسط کمپانی وایلد بانچ، به ۱۶ کشور فروخته شده است.

### روزنامه‌نگاری
محمد حقیقت از منتقدان قدیمی سینماست و با گزارش‌های سالانه از جشنواره فیلم کن یا دیگر جشنواره‌های سینمایی جهان در نشریات سینمایی ایران شناخته می‌شود. او سینما را با روزنامه‌نگاری و گزارش‌نویسی از فیلم‌های روی پرده در روزنامهٔ مطرح آن روزهای شهر اصفهان با نام «اصفهان» آغاز کرده است. گزارشی از تولید یکی از فیلم‌های «پیر پائولو پازولینی» کارگردان شهیر سینمای ایتالیا پایش را به روزنامه‌های پایتخت باز کرد.
او در خصوص گزارش تولید فیلم پازولینی گفته است: ««پازولینی» برای ساخت فیلم هزار و یک شب به اصفهان آمد. من از طریق دوستانم متوجه شدم، به محل فیلمبرداری در عالی‌قاپو رفتم. محل را بسته بودند و اجازه ورود به کسی نمی‌دادند اما من چون مسئولان آنجا را می‌شناختم قاچاقی وارد شدم هم با دوربین ۸ میلی‌متری فیلم گرفتم و هم گزارش نوشتم و عکس گرفتم و برای مهم‌ترین هفته‌نامه سینمایی آن زمان به نام مجله فیلم و هنر فرستادم. آن‌ها هم خوششان آمد و منتشر کردند و به گفته خودشان این اولین گزارشی بود که از فیلم پازولینی در دنیا منتشر شده بود چون ورود روزنامه‌نگاران به صحنه فیلمبرداری ممنوع بود و این برای دست‌اندرکاران مجله جالب بود چون برعکس من آن‌ها می‌دانستند که هیچ گزارشی تا آن روز در هیچ نشریه از این فیلم منتشر نشده است.»
بعدها تحقیقاتش در مورد نحوه پیداش سینما در ایران، در یک هفته‌نامه منتشر شد. او هم‌اکنون در ماهنامه سینمایی فیلم، روزنامه سینمایی بانی فیلم به زبان فارسی و در نشریات پوزیتیف، کایه دو سینما و لو موند به زبان فرانسه می‌نویسد.

### همکاری با جشنواره کن
محمد حقیقت از سال ۱۹۹۱ تا ۲۰۰۵ با بخش رسمی جشنواره کن به عنوان هیئت انتخاب برای فیلم‌های ایرانی همکاری داشت.

## آثار

### کارگردان
- حالت بحرانی[۱۲]
- دو فرشته[۱۲]

### فیلم‌نامه
- حالت بحرانی
- دو فرشته

### دستیار کارگردان
- تعطیلات طولانی لوته آیسنر

### فیلم کوتاه و مستند
- توما، ۱۲ ساله، مجنون سینما[۱۵]

### کتاب
- تاریخ سینمای ایران ۱۹۰۰–۱۹۹۹
- وظایف دستیار کارگردان، ترجمه و تألیف محمد حقیقت، ناشر و طراح این کتاب مسعود مهرابی بود.
- رازها و دروغ‌ها در جشنواره کن و ۴۴ سال حضور سینمای ایران در فرانسه[۱۶][۱۷][۱۸]

## جوایز و نامزدی‌ها
| جایزه                              | تاریخ مراسم | دسته‌بندی         | دریافت‌کننده(ها) | نتیجه    | توضیحات | منبع   |
| ---------------------------------- | ----------- | ---------------- | --------------- | -------- | ------- | ------ |
| جشنواره بین‌المللی فیلم سائو پائولو | ۲۰۰۴        | بهترین فیلم بلند |                 | نامزدشده |         | [ ۱۹ ] |